# Saint-Pierre-de-Curtille
Saint-Pierre-de-Curtille ist eine französische Gemeinde mit 488 Einwohnern (Stand 1. Januar 2022) im Département Savoie in der Region Auvergne-Rhône-Alpes. Sie gehört zum Arrondissement Chambéry und ist Mitglied im Gemeindeverband Communauté d’agglomération Grand Lac. Die Bewohner werden Valdecrenans oder Val de Crênants genannt.

## Geographie
Saint-Pierre-de-Curtille liegt auf 435 m, etwa 25 Kilometer nordnordwestlich der Präfektur Chambéry und 28 Kilometer westsüdwestlich der Stadt Annecy (Luftlinie). Das Dorf erstreckt sich im äußersten Nordwesten des Département Savoie, auf einem Plateau zwischen dem Rhonetal und dem Lac du Bourget, am Ostfuß des Mont Landard.
Die Fläche des 9,75 km² großen Gemeindegebiets umfasst einen Abschnitt am Westufer des Lac du Bourget. Die Gemeinde besitzt eine rund 6 km lange Seeuferlinie, wobei die Uferpartien im nördlichen Teil relativ flach ausgeprägt sind, südlich der Halbinsel von Hautecombe befindet sich ein Steilufer. Der südliche Gemeindeteil umfasst den bewaldeten Steilhang oberhalb der Abbaye de Hautecombe. Hier wird am Rand der Geländeterrasse von La Chapelle unterhalb des Mont de la Charvaz mit 621 m die höchste Erhebung von Saint-Pierre-de-Curtille erreicht.
Im Norden erstreckt sich der Gemeindeboden vom Lac du Bourget westwärts über die nördlichen Ausläufer des Mont de la Charvaz (Teil der Chaîne de l’Épine) in das Becken von Saint-Pierre. Dieses Becken wird im Westen von der Waldhöhe des Mont Landard (583 m) begrenzt.
Zu Saint-Pierre-de-Curtille gehören neben dem eigentlichen Ortskern auch mehrere Weilersiedlungen und Gehöfte, darunter:
- Semela (350 m) in einer Mulde oberhalb des Lac du Bourget
- Quintieux (380 m) im Becken von Saint-Pierre, östlich an das Dorf anschließend
- Curtille (400 m) im Becken von Saint-Pierre
- Abbaye de Hautecombe (240 m) am Westufer des Lac du Bourget, am Fuß des Mont de la Charvaz

Nachbargemeinden von Saint-Pierre-de-Curtille sind Chanaz im Norden, Conjux, Entrelacs und Brison-Saint-Innocent im Osten, La Chapelle-du-Mont-du-Chat und Ontex im Süden sowie Lucey im Westen.

## Geschichte
Seit dem Mittelalter gehörte Saint-Pierre zum Besitz der Grafen von Savoyen. Unter Amadeus III. wurde im Jahr 1125 am Seeufer das Kloster von Hautecombe gegründet, das auch die direkte Herrschaft über die Ländereien von Saint-Pierre übernahm.

## Sehenswürdigkeiten

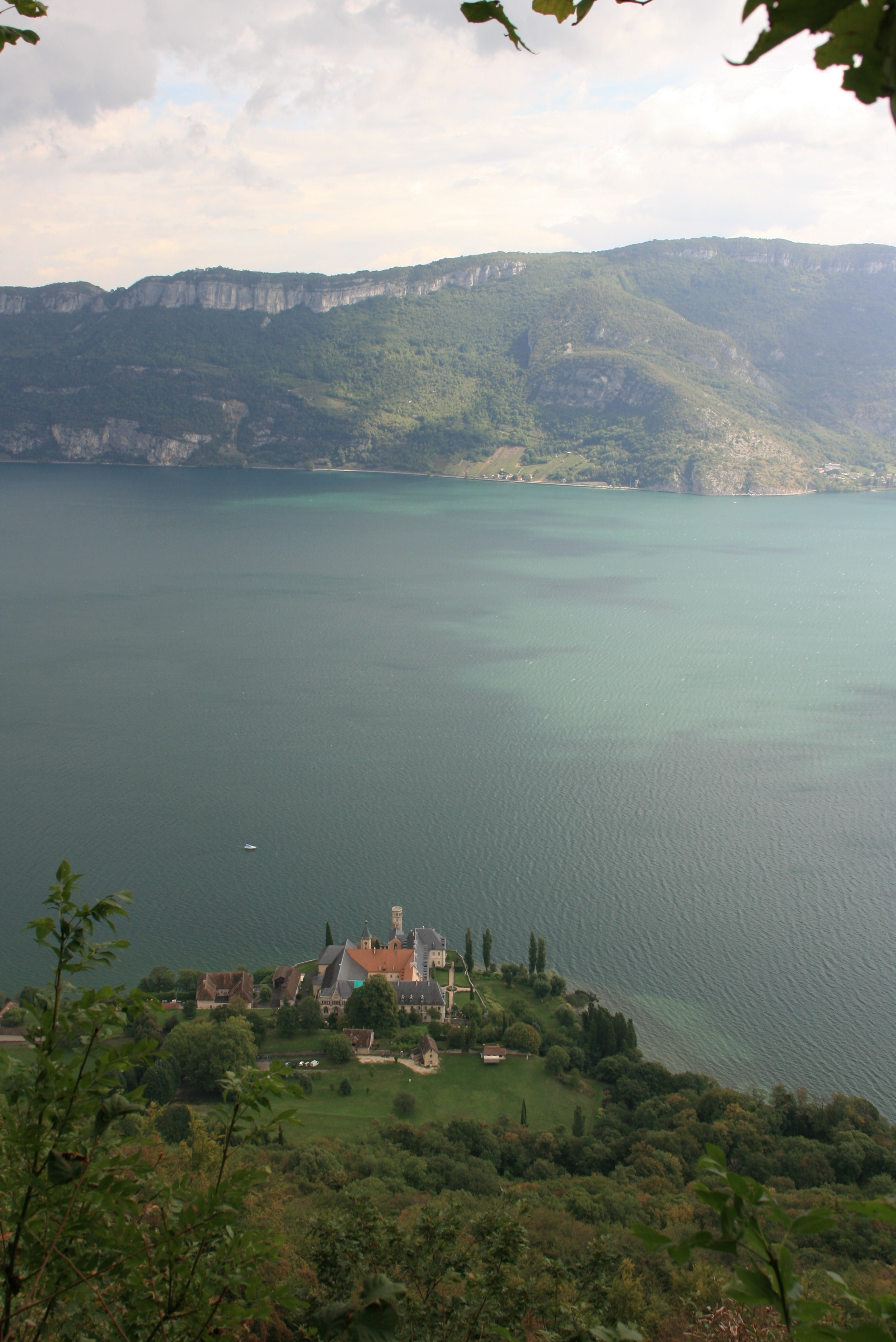
Die Abtei Hautecombe

Als bedeutendste Sehenswürdigkeit des Ortes gilt das Kloster Hautecombe, Grablege des Hauses Savoyen, das ursprünglich aus dem 12. Jahrhundert stammt. Es ist seit 1875 als Monument historique klassifiziert. Die Dorfkirche von Saint-Pierre wurde im Jahre 1838 erbaut. Westlich des Dorfes steht das Château de Pomboz, das im 15. Jahrhundert erbaut und im 19. Jahrhundert umfassend restauriert und umgestaltet wurde.

## Bevölkerungsentwicklung
| Jahr                       | 1962 | 1968 | 1975 | 1982 | 1990 | 1999 | 2006 | 2011 | 2020 |
| Einwohner                  | 204  | 216  | 194  | 214  | 277  | 362  | 414  | 461  | 488  |
| Quellen: Cassini und INSEE |      |      |      |      |      |      |      |      |      |

Mit 488 Einwohnern (Stand 1. Januar 2022) gehört Saint-Pierre-de-Curtille zu den kleinen Gemeinden des Département Savoie. Nachdem die Einwohnerzahl in der ersten Hälfte des 20. Jahrhunderts rückläufig war, wurde seit Beginn der 1980er Jahre wieder eine deutliche Bevölkerungszunahme verzeichnet.

## Wirtschaft und Infrastruktur
Saint-Pierre-de-Curtille war bis weit ins 20. Jahrhundert hinein ein vorwiegend durch die Landwirtschaft geprägtes Dorf. Von Bedeutung ist insbesondere der Weinbau auf dem Plateau von Saint-Pierre. Daneben gibt es heute einige Betriebe des lokalen Kleingewerbes. Viele Erwerbstätige sind Wegpendler, die in den größeren Ortschaften der Umgebung, vor allem im Raum Aix-les-Bains und Chambéry, ihrer Arbeit nachgehen.
Die Ortschaft liegt abseits der größeren Durchgangsstraßen an einer Departementsstraße, die von Lucey nach Chindrieux führt. Weitere Straßenverbindungen bestehen mit Chanaz, Le Bourget-du-Lac und der Abbaye de Hautecombe. Der nächste Anschluss an die Autobahn A41 befindet sich in einer Entfernung von rund 26 Kilometern.

## Persönlichkeiten
- Jeanne Brousse (1921–2017), französische Widerstandskämpferin während des Zweiten Weltkriegs und eine Gerechte unter den Völkern, geboren in Saint-Pierre-de-Curtille